# Старе Подоле
Старе Подоле (пол. Stare Podole) — село в Польщі, у гміні Вільґа Ґарволінського повіту Мазовецького воєводства.
Населення — 259 осіб (2011).
У 1975-1998 роках село належало до Седлецького воєводства.

## Демографія
Демографічна структура станом на 31 березня 2011 року:
|          | Загалом | Допрацездатний вік | Працездатний вік | Постпрацездатний вік |
| -------- | ------- | ------------------ | ---------------- | -------------------- |
| Чоловіки | 128     | 19                 | 86               | 23                   |
| Жінки    | 131     | 18                 | 72               | 41                   |
| Разом    | 259     | 37                 | 158              | 64                   |